# Молодіжний чемпіонат Європи з футболу 1974
Чемпіонат Європи з футболу 1974 серед молодіжних команд (Чемпіонат Європи U23 1974 року) — міжнародний футбольний турнір під егідою УЄФА серед молодіжних збірних команд країн зони УЄФА. Переможцем турніру стала молодіжна збірна Угорщини, яка у фінальній серії з двох матчів переграла молодіжну збірну команду НДР.

## Кваліфікація
| Група 1 | Група 1        | І | В | Н | П | МЗ | МП | О |
| ------- | -------------- | - | - | - | - | -- | -- | - |
| 1       | Чехословаччина | 4 | 3 | 0 | 1 | 9  | 3  | 6 |
| 2       | Швеція         | 4 | 2 | 1 | 1 | 6  | 5  | 5 |
| 3       | Австрія        | 4 | 0 | 1 | 3 | 1  | 8  | 1 |

| - Австрія 1-1 Швеція - Австрія 0-1 Чехословаччина - Чехословаччина 4-0 Австрія | - Швеція 0-3 Чехословаччина - Швеція 2-0 Австрія - Чехословаччина 1-3 Швеція |

| Група 2 | Група 2   | І | В | Н | П | МЗ | МП | О |
| ------- | --------- | - | - | - | - | -- | -- | - |
| 1       | Італія    | 2 | 2 | 0 | 0 | 4  | 1  | 4 |
| 2       | Туреччина | 2 | 0 | 0 | 2 | 1  | 4  | 0 |

| - Туреччина 1-3 Італія | - Італія 1-0 Туреччина |

| Група 3 | Група 3    | І | В | Н | П | МЗ | МП | О |
| ------- | ---------- | - | - | - | - | -- | -- | - |
| 1       | Нідерланди | 2 | 2 | 0 | 0 | 4  | 1  | 4 |
| 2       | Норвегія   | 2 | 0 | 0 | 2 | 1  | 4  | 0 |

| - Норвегія 1-3 Нідерланди | - Нідерланди 1-0 Норвегія |

| Група 4 | Група 4 | І | В | Н | П | МЗ | МП | О |
| ------- | ------- | - | - | - | - | -- | -- | - |
| 1       | НДР     | 4 | 3 | 0 | 1 | 10 | 3  | 6 |
| 2       | Румунія | 4 | 1 | 1 | 2 | 5  | 6  | 3 |
| 3       | Албанія | 4 | 1 | 1 | 2 | 3  | 9  | 3 |

| - Албанія 1-1 Румунія - Албанія 1-0 НДР - Румунія 2-1 Албанія | - Румунія 1-2 НДР - НДР 2-1 Румунія - НДР 6-0 Албанія |

| Група 5 | Група 5 | І | В | Н | П | МЗ | МП | О |
| ------- | ------- | - | - | - | - | -- | -- | - |
| 1       | Польща  | 4 | 3 | 1 | 0 | 9  | 3  | 7 |
| 2       | ФРН     | 4 | 2 | 1 | 1 | 7  | 3  | 5 |
| 3       | Данія   | 4 | 0 | 0 | 4 | 1  | 11 | 0 |

| - Данія 0-2 Польща - Данія 0-2 ФРН - Польща 4-1 Данія | - ФРН 2-3 Польща - ФРН 3-0 Данія - Польща 0-0 ФРН |

| Група 6 | Група 6    | І | В | Н | П | МЗ | МП | О |
| ------- | ---------- | - | - | - | - | -- | -- | - |
| 1       | Болгарія   | 2 | 1 | 1 | 0 | 2  | 1  | 3 |
| 2       | Португалія | 2 | 0 | 1 | 1 | 1  | 2  | 1 |

| - Португалія 0-0 Болгарія | - Болгарія 2-1 Португалія |

| Група 7 | Група 7   | І | В | Н | П | МЗ | МП | О |
| ------- | --------- | - | - | - | - | -- | -- | - |
| 1       | Угорщина  | 4 | 3 | 0 | 1 | 6  | 6  | 6 |
| 2       | Югославія | 4 | 2 | 0 | 2 | 6  | 3  | 4 |
| 3       | Греція    | 4 | 1 | 0 | 3 | 4  | 7  | 2 |

| - Югославія 4-0 Угорщина - Греція 2-0 Югославія - Угорщина 2-0 Греція | - Угорщина 1-0 Югославія - Греція 2-3 Угорщина - Югославія 2-0 Греція |

| Група 8 | Група 8   | І | В | Н | П | МЗ | МП | О |
| ------- | --------- | - | - | - | - | -- | -- | - |
| 1       | СРСР      | 4 | 3 | 1 | 0 | 8  | 1  | 7 |
| 2       | Фінляндія | 4 | 1 | 1 | 2 | 3  | 8  | 3 |
| 3       | Франція   | 4 | 1 | 0 | 3 | 5  | 7  | 2 |

| - Фінляндія 1-3 Франція - СРСР 3-1 Франція - СРСР 4-0 Фінляндія | - Франція 0-1 СРСР - Фінляндія 0-0 СРСР - Франція 1-2 Фінляндія |

## Фінальний раунд

### Чвертьфінали
Матчі пройшли 27 лютого, 13, 14 березня та 10 квітня, матчі-відповіді 10 та 17 квітня 1974.
| Команда 1 | Рахунок | Команда 2      | 1 матч | 2 матч |
| --------- | ------- | -------------- | ------ | ------ |
| Угорщина  | 4:3     | Нідерланди     | 3:1    | 1:2    |
| НДР       | 3:1     | Італія         | 2:1    | 1:0    |
| Польща    | 2:1     | Болгарія       | 0:0    | 2:1    |
| СРСР      | 7:2     | Чехословаччина | 6:0    | 1:2    |

### Півфінали
Матчі пройшли 30 квітня та 1 травня, матчі-відповіді 7 та 8 травня 1974.
| Команда 1 | Рахунок | Команда 2 | 1 матч | 2 матч           |
| --------- | ------- | --------- | ------ | ---------------- |
| СРСР      | 2:2     | Угорщина  | 2:0    | 0:2 ОТ, 3:4 пен. |
| НДР       | 2:2     | Польща    | 0:0    | 2:2              |

### Фінал
Матчі пройшли 15 та 28 травня 1974.
| Команда 1 | Рахунок | Команда 2 | 1 матч    | 2 матч    |
| --------- | ------- | --------- | --------- | --------- |
| НДР       | 3:6     | Угорщина  | 3:2 (1:2) | 0:4 (0:1) |

| Переможець Чемпіонату Європи з футболу 1974 серед молодіжних команд віком до 23 років |
| ------------------------------------------------------------------------------------- |
| Угорщина 1-й титул                                                                    |